# Global Finance
Global Finance este un fond de investiții înființat în anul 1991, cu sediul Grecia.
Este un fond  de investiții independent, administrând o serie de fonduri de investiții private și imobiliare.
Global Finance a fost unul din pionierii investițiilor private în Sud-Estul Europei, stabilind performanțe record în acest domeniu.
Global Finance are birouri în Atena, București și Sofia și a realizat peste 70 de investiții, capitalizând un total de peste 850 milioane euro.

## Global Finance în România
Global Finance este activ în România din 1996, printre cele mai importante plasamente numărându-se MobilRom, Orange, Sicomed și lanțul de magazine La Fourmi.
Firma administrează fondurile de investiții private equity Global Romania&Bulgaria Growth Fund și South Eastern Europe Fund (SEEF), ca și fondul imobiliar Global Emerging Property Fund.
Din portofoliul companiei fac parte TotalSoft și Axigen.